# Phytoprospektion
Phytoprospektion bezeichnet die Suche nach metallhaltigen Böden mithilfe von Indikatorpflanzen. Diese gedeihen noch auf schwermetallhaltigen Böden, wo andere Pflanzen aufgrund der Toxizität eingehen.
Geeignete Zeigerpflanzen sind beispielsweise das Galmeiveilchen (Viola calaminaria) als Zink-Anzeiger, die Alpen-Lichtnelke (Silene suecica, Syn.: Lychnis alpina L.) als Kupfer-Anzeiger oder die Heckenkirsche Lonicera confusa als Gold-Anzeiger.
Indikatorpflanzen zum Bergbau zu nutzen, um Edelmetalle zu gewinnen, wird als Biomining, die Dekontamination von schwermetallhaltigen Böden und Gewässern als Phytosanierung bezeichnet.